# 腫瘍壊死因子
腫瘍壊死因子（しゅようえしいんし、英: Tumor Necrosis Factor, TNF）とは、サイトカインの1種であり、狭義にはTNFはTNF-α、TNF-β（リンホトキシン（LT）-α）およびLT-βの3種類である。TNF-αは主にマクロファージにより産生されており、固形がんに対して出血性の壊死を生じさせるサイトカインとして発見された。腫瘍壊死因子と言えば一般にTNF-αを指していることが多い。これらの分子は同じの受容体を介して作用し、類似した生理作用を有する。広義にTNFファミリーと称する場合にはFasリガンドやCD40リガンド等の少なくとも19種類以上の分子が含まれる。本稿では狭義のTNFについて述べる。

## TNFファミリー
TNFファミリーには19のメンバーが存在し、TNFSF#と数字として分類されている。#は番号を示し、後ろに文字が続くこともある。
| TNFSF# | 名称                                     | 別称                              | 遺伝子   | 機能                                                                                                   |
| ------ | ---------------------------------------- | --------------------------------- | -------- | --- |
| 1      | リンホトキシン-α                         | TNFβ, TNFSF1B                     | LTA      | 炎症および抗ウイルス応答の誘導、二次リンパ器官の発達、腫瘍発生における役割                             |
| 2      | 腫瘍壊死因子                             | TNFα, Dif, Necrosin, TNFSF1A, ... | TNF      | 免疫細胞の制御、発熱、悪液質、炎症、アポトーシスの誘導、腫瘍発生およびウイルス複製の阻害、敗血症の応答 |
| 3      | リンホトキシン-β                         | TNFγ                              | LTB      | 炎症および抗ウイルス応答の誘導、二次リンパ器官の発達、腫瘍発生における役割                             |
| 4      | OX40リガンド                             | CD252, Gp34, CD134L               | TNFSF4   | T細胞共刺激によるT細胞免疫応答の活性化                                                                 |
| 5      | CD40リガンド                             | CD154, TRAP, Gp39, T-BAM          | CD40LG   | 抗原提示細胞を活性化することによる獲得免疫応答の制御                                                   |
| 6      | Fasリガンド                              | CD178, APTL, CD95L                | FASLG    | アポトーシスの誘導によるT細胞恒常性の制御                                                              |
| 7      | CD27リガンド                             | CD70                              | CD70     | B細胞活性化とT細胞恒常性の制御                                                                         |
| 8      | CD30リガンド                             | CD153                             | TNFSF8   | T細胞およびB細胞のアポトーシスの誘導、自己免疫の防止                                                   |
| 9      | CD137リガンド                            | 4-1 BBL                           | TNFSF9   | |
| 10     | 腫瘍壊死因子関連アポトーシス誘導リガンド | CD253, APO-2L                     | TNFSF10  | 腫瘍発生の誘導、アポトーシスの誘導                                                                     |
| 11     | NF-κB活性化受容体リガンド                | CD254, OPGL, TRANCE, ODF          | TNFSF11  | 組織成長（特に骨再生とリモデリング）、樹状細胞成熟                                                     |
| 12     | TNFSF12（TWEAK）                         | APO-3L, DR3L                      | TNFSF12  | 血管新生の制御、アポトーシスの誘導                                                                     |
| 13     | 増殖誘導リガンド（APRIL）                | CD256, TALL-2, TRDL1              | TNFSF13  | B細胞発達と形質細胞生存の制御                                                                          |
| 13B    | B細胞活性化因子                          | CD257, BLyS, TALL-1, TNFSF20, ... | TNFSF13B | B細胞増殖および分化の刺激                                                                              |
| 14     | LIGHT                                    | CD258, HVEML                      | TNFSF14  | T細胞増殖の刺激、アポトーシス制御                                                                      |
| 15     | 血管内皮細胞成長阻害因子                 | TL1, TL-1A                        | TNFSF15  | 血管新生の阻害                                                                                         |
| 18     | TNFスーパーファミリーメンバー18          | GITRL, AITRL, TL-6                | TNFSF18  | T細胞生存の制御                                                                                        |
|        | エクトジスプラシンA                      | ED1-A1, ED1-A2                    | EDA      | 外胚葉性組織の発生                                                                                     |

## TNF-α

### 構造および産生機構

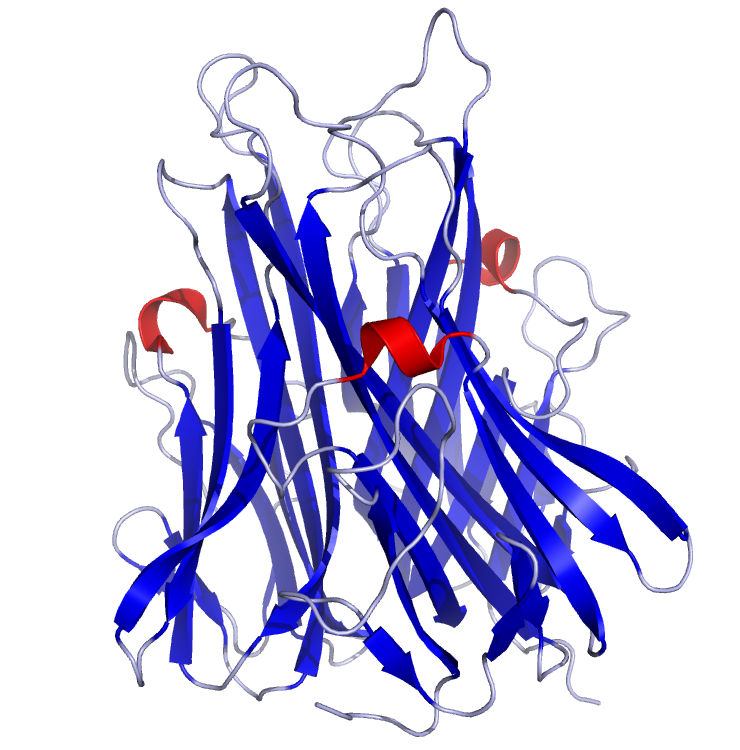
TNF-αの構造。

TNF-αはマウスに移植した腫瘍に対して出血性壊死を誘発させる因子として1975年に単離され、1984年に遺伝子がクローニングされた。TNF-αは分子量25kDaの前駆体タンパク質である膜結合型TNF-α（mTNFα）として産生されるが、TNF-α変換酵素（TACE）により細胞外に存在するカルボキシル基側末端ドメインの切断を受けて17kDaの可溶性TNF-α（sTNFα）タンパク質（157アミノ酸残基）となる。mTNF-αとsTNF-αのいずれも活性を有する。さらにはTNF-αは51kDaのホモ3量体を形成し、血液中を循環しており、TNF-αは主に活性化されたマクロファージによって産生される他、単球、T細胞やNK細胞、平滑筋細胞、脂肪細胞も産生源となる。

### 受容体およびシグナル伝達

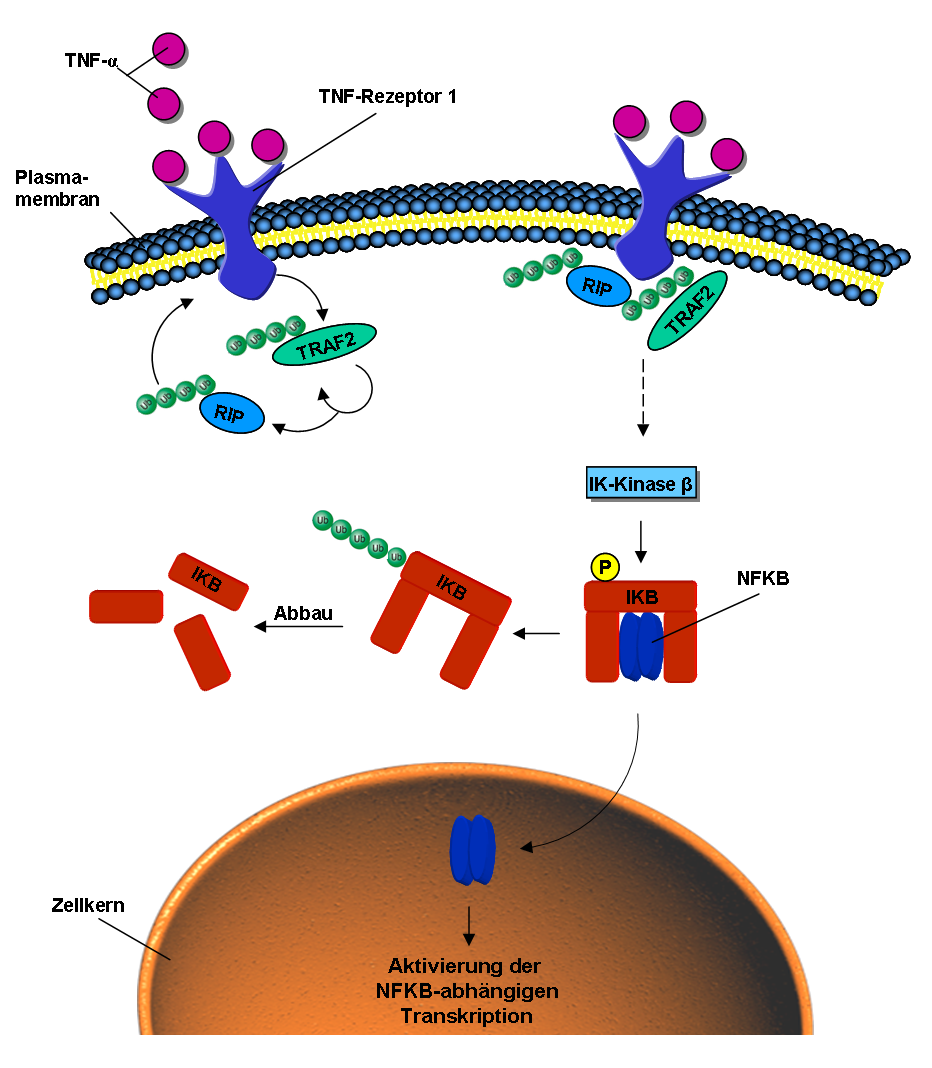
TNF-αが転写因子であるNF-κBを活性化するシグナルの模式図。

TNFの生理作用は、赤血球を除いた生体内の細胞に広く存在しているTNF受容体（TNFR）を介して発現する。TNFRにはTNFR1（p60）とTNFR2（p80）が存在するが、TNFR2に対する親和性がTNFR1に対するモノよりも5倍高いことが報告されている。TNFRもTNFと同様に3量体を形成して存在しており、TNFR1は全身の多くの組織に構成的に発現しているのに対して、TNFR2は何らかの刺激を介して免疫系の細胞に発現する誘導型の受容体である。TNFRファミリーは神経成長因子受容体（NGFR）と細胞外領域に相同性を有し、TNF/NGF受容体ファミリーとも呼ばれる。TNFR1とTNFR2の構造上の主な違いはデスドメインと呼ばれるドメイン構造の有無であり、デスドメインは他のデスドメインを有する分子との結合に関与している。TNFR2においては細胞内に存在するデスドメインを欠損している一方、TNFR1はデスドメインを介していくつかのシグナル伝達分子とDISCと呼ばれる複合体を形成し、タンパク質分解酵素であるカスパーゼ8の活性化を介して自発的な細胞死（アポトーシス）を誘導している。また、TNFRを介したNF-κBあるいはAP-1などの転写因子の活性化は下記に示すような生理作用の一部の発現に関与しており、NF-κBの活性化はアポトーシスに対して抑制的に働く。これらの転写因子の活性化を介した作用はデスドメインの有無に関わらず引き起こされるため、TNFR1とTNFR2に共通している。TNFR2の細胞死への関与は2008年現在の段階では未だ議論が分かれるところである。また、細胞膜上のTNFRの他にも可溶性TNFRと呼ばれる分子が尿中から発見されており、これらがTNF-αおよびTNF-βと結合して生理作用の発現に寄与していることが知られている。

### 生理活性
TNF-αは細胞接着分子の発現やアポトーシスの誘導、炎症メディエーターIL-1、IL-6、プロスタグランジンE2などや形質細胞による抗体産生の亢進を行うことにより感染防御や抗腫瘍作用に関与するが、過剰な発現は関節リウマチ、乾癬などの疾患の発症を招く。

### 疾患との関連

エタネルセプト。図中で赤で示されているTNFRに対してIgGのFc鎖が結合した構造をとる。

関節リウマチ

慢性炎症性疾患である関節リウマチは関節破壊などの臨床症状を有し、TNF-αはIL-6などと並んで関節リウマチの病態形成において中心的な役割を果たすサイトカインの1つである。日本においても臨床においてTNF-αをターゲットとした生物学的製剤が用いられており、sTNFRと免疫グロブリンGの融合タンパク質であるエタネルセプトや抗TNF-αモノクローナル抗体であるインフリキシマブおよびアダリムマブが適応となっている。しかしこれらの薬剤は副作用も多く、感染症や発癌に対するリスクが高まることが警鐘されている。これらの医薬品は疾患修飾性抗リウマチ薬（DMARDs）であるメトトレキサートとの併用により優れた効果を示し、インフリキシマブにおいては併用が必須である。
乾癬
皮膚において細胞のターンオーバーが過剰となり、角化が異常に認められる。日本においては、2011年現在、抗TNF-α抗体であるアダリムマブが認可されている。
糖尿病･高脂血症
脂肪組織は炎症性サイトカインを分泌しており、TNF-αにより細胞内へのグルコースの取り込み阻害やインスリンに対する感受性低下が生じる。また、TNF-αは脂肪細胞や肝細胞における脂肪酸の産生を促進し、主にTNFR1を介して抗グリセリン血症を引き起こすことが報告されている。
敗血症
敗血症とは細菌感染により全身的な炎症が引き起こされた状態である。細菌が持つエンドトキシン（リポ多糖）はマクロファージなどの細胞を活性化しTNF-αやIL-1をはじめとしたサイトカインの産生を亢進させる。TNF-αは感染の拡大を防ぎ、局所にとどめる働きを有するが、全身的なTNF-αへの暴露は末梢血管拡張による急激な血圧低下（敗血症性ショック）や播種性血管内凝固症候群（DIC）を引き起こす。
骨粗鬆症
骨では常に破骨細胞による骨吸収と骨芽細胞による骨形成が行われており、正常な状態ではこれらのバランスが保たれていることから見かけ上では骨の大きさは変化していない。しかし骨代謝に異常が生じ、この平衡が骨吸収側に傾くと骨量が減少し、骨粗鬆症に陥る。TNF-αは骨吸収を促進するサイトカインの一つとして知られており、間質細胞やT細胞、B細胞、内皮細胞などに作用してRANKLと呼ばれる分子の産生を促進する。RANKLはTNF-αファミリーに属する細胞表面に発現する分子であり、RANKLに対する受容体として働くRANKに結合（RANKL/RANK系）することにより骨髄細胞から破骨細胞への分化誘導に関与している。また、破骨細胞の形成にはRANKL非依存的な経路が存在することも示唆されている。
クローン病

## TNF-β（LT-α）およびLT-β
LT-αはリンホカインの1種であり、TNF-αと同様に三量体を形成して安定に存在しているが、ホモ三量体を形成している場合（LT-α3）もあれば、LT-βと結合して三量体と結合している場合（LT-α2β1）もある。LTはTNF-αと同一の受容体を介して作用を発現し、類似した生物活性を有する。

## 医学における応用

### 抗TNF製剤
腫瘍壊死因子（TNF）は固形癌に対して壊死を生じさせるサイトカインとして発見されたが、後に炎症に関わる主要なサイトカインであることが判明した。当初、敗血症のサイトカインストームに対して抗TNF製剤が試みられたが効果はなく、1993年にはじめて関節リウマチ治療に有効であることが報告された。インフリキシマブは関節リウマチ以外の乾癬性関節炎や強直性脊椎炎、ベーチェット病（ぶどう膜炎のみ保険適応）、クローン病では単剤投与可能であるが、関節リウマチにおいてはメトトレキサートとの併用が有効性と関連があり義務化されている。エタネルセプトやアダリムマブは併用の必要はないが併用時の方が効果は明らかに高い。関節リウマチの場合は4回目の投与で効果不充分ならば投与間隔が8週間ならば3mg/kgから10mg/kgまで増量可能であり、投与間隔が4週間ならば6mg/kgまで増量が可能である。低疾患活動性をしばらく維持できれば治療を中止することが可能である。